# 阮玉貞慎
阮玉貞慎（越南语：／；1826年9月12日—1904年1月3日），字叔卿（越南语：／），號妙蓮（越南语：／），又號梅庵（越南语：／），阮朝明命帝第25女，生母淑嬪阮氏寶。越南阮朝詩人，以「梅庵」之名為世人所知。

## 生平
明命七年八月十一日（1826年9月12日），阮玉貞慎在順化皇城出生。嗣德三年（1850年），嫁駙馬都尉申仲怡。婚後，她與申仲怡感情甚篤。
嗣德二十二年（1869年），嗣德帝加封號為賴德公主（越南语：／）。咸宜元年（1885年），勤王運動爆發，申仲怡追隨咸宜帝逃出順化，後病死在廣治省。她十分悲傷，寫了15首弔亡詩刻在丈夫的墓碑上。
成泰十五年十一月十六日（1904年1月3日），賴德公主在順化逝世，谥美淑。

## 文學
父親明命帝和兄長從善王阮福綿審愛好文學，她便自幼受到文學燻陶。時人將仲卿（月亭）、叔卿、季卿（蕙圃）三姐妹稱為「阮朝三卿」。賴德公主著有詩集《妙蓮集》，其中收了她的370首詩。這本詩集於嗣德二十年（1867年）付刻，由倉山先生從善王阮福綿審朱評，葦野先生綏理王阮福綿寊紫評，張登桂藍評，潘清簡綠評，阮壬山墨評。